# Nepeta dirmencii
Nepeta dirmencii là một loài thực vật có hoa trong họ Hoa môi. Loài này được Yild. & Dinç mô tả khoa học đầu tiên năm 2003 publ. 2004.